# 憂木瞳
忧木 瞳（ゆうき ひとみ、1973年8月31日—），著名日本AV女优，活跃在20世纪90年代。曾经参演东京情色派，和城麻美一同只穿围裙赤裸全身主持节目。
1994年，开始参加脱衣舞表演，在脱衣舞秀场「浅草ロック座」，由於人气实在太旺，只能容纳300人的现场硬是被多塞了
两倍，达到1000人。
由于负面新闻较多，曾于1994年6月日17闪电引退。
1995 年，因生活所迫，再度复出。